# Карни (Мичиген)
Карни (енгл. Carney) град је у америчкој савезној држави Мичиген.

## Демографија
По попису из 2010. године број становника је 192, што је 33 (-14,7%) становника мање него 2000. године.
| Група             | 2000.       | 2010.       |
| Белци             | 223 (99,1%) | 187 (97,4%) |
| Афроамериканци    | 0 (0,0%)    | 0 (0,0%)    |
| Азијати           | 0 (0,0%)    | 1 (0,5%)    |
| Хиспаноамериканци | 2 (0,9%)    | 1 (0,5%)    |
| Укупно            | 225         | 192         |